# Brandon Adams
Brandon Quintin Adams (Topeka, 22 d'agost de 1979) és un actor estatunidenc conegut pel seu paper de Jesse Hall a les dues primeres pel·lícules Mighty Ducks i Kenny DeNunez a The Sandlot.
Brandon també ha aparegut a The Fresh Prince of Bel-Air, Martin (gener 2010) i a Moonwalker de Michael Jackson on va interpretar a Zeke 'Baby Bad' Michael en la part Badder, una paròdia del vídeo clàssic de Jackson "Bad". També era a la "Smooth Criminal" (curt) i va aparèixer a la pel·lícula The People Under the Stairs. Adams també va posar la veu de Raijin al videojoc Kingdom Hearts II (gener 2010).
Adams és també un rapper, que actua amb el nom de B. Lee.

## Filmografia
- 1988: Moonwalker com Zeke/Young Michael (Premi Young Artist)
- 1989: Polly com Jimmy Bean (Nominada Young Artist)
- 1991: Sunday in Paris com Brandon Chase
- 1991: The People Under the Stairs com Fool (Nominada als Premis Saturn)
- 1992: The Mighty Ducks com Jesse Hall (Nominada Premi Young Artist)
- 1993: The Sandlot com Kenny DuNunez (Premi Young Artist)
- 1993: Ghost in the Machine com Frazer
- 1994: Beyond Desire com Vic Delgado
- 1994: D2: The Mighty Ducks com Jesse Hall
- 2001: MacArthur Park com Terry
- 2012: Stuck in the Corners com Mike

## Televisió
- 1989: Quantum Leap com Older Brother
- 1989-1990: Empty Nest com Georgie/Peter
- 1989-1991: A Different World com Dion
- 1990: The Tom and Jerry Kids Show com Veus Addicionals
- 1992: Nightmare Cafe com Luke
- 1993: Martin com noi 2
- 1993: South Beach com TJ
- 1993: Droopy, Master Detective com Veus Addicionals
- 1994: The Fresh Prince of Bel-Air com Bryan
- 1995: Boy Meets World com Alex
- 1995: Sister, Sister com Michael
- 1996: The Burning Zone com D-Ray Drummond
- 1998-1999: Moesha com Aaron

## Videojocs
- 2005: Kingdom Hearts II com Raijin